# Cotesia anisotae
Cotesia anisotae är en stekelart som först beskrevs av Muesebeck 1921.  Cotesia anisotae ingår i släktet Cotesia och familjen bracksteklar. Inga underarter finns listade i Catalogue of Life.